# Vespadelus pumilus
Vespadelus pumilus és una espècie de ratpenat de la família dels vespertiliònids. És endèmic d'Austràlia (Queensland i Nova Gal·les del Sud). El seu hàbitat natural són els boscos humits, on nia en forats dels troncs. El seu nom específic, pumilus («nan», en llatí), li fou donat en referència a la seva petita mida.

## Estat de conservació
No sembla que hi hagi grans amenaces per a aquesta espècie, encara que la desforestació causada pel desenvolupament urbà a Nova Gal·les del Sud en sigui una de potencial.